# ليوناردو دلفينو
ليوناردو دلفينو (بالإسبانية: Leonardo Delfino)‏ هو لاعب كرة قدم أرجنتيني، ولد في 1 أكتوبر 1976. لعب مع بوكا جونيورز.